# Phorioppnia
Phorioppnia är ett släkte av mossdjur. Phorioppnia ingår i familjen Phorioppniidae.
Kladogram enligt Catalogue of Life:
| Phorioppnia | \| \| Phorioppnia cookae \| \| \| \| \| \| Phorioppnia nova \| \| \| \| |
|             | \| \| Phorioppnia cookae \| \| \| \| \| \| Phorioppnia nova \| \| \| \| |
|             | Oppiphorina                                                             |
|             |                                                                         |
|             | Quadriscutella                                                          |
|             |                                                                         |
|             | Phorioppnia cookae                                                      |
|             |                                                                         |
|             | Phorioppnia nova                                                        |
|             |                                                                         |

|  | Phorioppnia cookae |
|  |                    |
|  | Phorioppnia nova   |
|  |                    |